# Body Head Bangerz
I Body Head Bangerz sono un gruppo hip hop statunitense di Pensacola, Florida. I suoi membri sono: Roy Jones Jr, Magic e Choppa. Il loro album di debutto, Body Head Bangerz: Volume One, è stato pubblicato nel 2004 sotto l'etichetta Body Head Entertainment. Il disco include la partecipazione di molti artisti hip hop, alcuni dei quali sono gli YoungBloodZ, Juvenile, Lil' Flip, Bun B, Petey Pablo.
Le canzoni più famose del gruppo sono "I Smoke, I Drank" e "Can't Be Touched".

## Discografia

### Album studio
- Body Head Bangerz: Volume One (2004)
- Body Head Bangerz: The EP (2015) (2015)

### Singoli
| Anno | Singolo            | U.S. Hot 100 | U.S. R&B | U.S. Rap | Album                         |
| ---- | ------------------ | ------------ | -------- | -------- | ----------------------------- |
| 2004 | "I Smoke, I Drank" | 81           | 30       | 25       | Body Head Bangerz: Volume One |
| 2005 | "Can't Be Touched" |              |          |          | Body Head Bangerz: Volume One |